# Zermezeele
Zermezeele é uma comuna francesa na região administrativa de Altos da França, no departamento do Norte. Estende-se por uma área de 4.83 km². Em 2010 a comuna tinha 231 habitantes (densidade: 47,8 hab./km²).